# Ngogri
Ngogri is een bestuurslaag in het regentschap Jombang van de provincie Oost-Java, Indonesië. Ngogri telt 3586 inwoners (volkstelling 2010).